# Andrzej Olejnik (aktor)
Andrzej Olejnik (ur. 15 listopada 1970 we Wrocławiu) – polski aktor teatralny, filmowy, dubbingowy i telewizyjny oraz lektor.
W 1996 roku ukończył studia na Wydziale Aktorskim Państwowej Wyższej Szkoły Teatralnej im. Ludwika Solskiego we Wrocławiu. Na drugim roku studiów zadebiutował na scenie w sztuce szekspirowskiej Romeo i Julia (1994) w roli muzykanta. Śpiewał szanty w zespołach związanych z Klubem Żeglarskim AZS Wrocław. Od 1995 roku pracuje jako lektor.

## Filmografia
- 1995: Malowanka – obsada aktorska
- 1996: Tu się urodziłem (spektakl telewizyjny) – obsada aktorska
- 1996: Baśń o Pączkowej – Bamber
- 1998: Życie jak poker – kolega Kostka z klubu sportowego
- 1999: Świat według Kiepskich – gangster (odc. 1)
- 2000: Czułość i kłamstwa – Zbyszek, bandyta wymuszający haracze
- 2000: Gunblast vodka – mężczyzna
- 2000: Dom – ulotkarz (odc. 22)
- 2002: Arche. Czyste zło – Andrzej
- 2004: Świat według Kiepskich – uczeń (odc. 184)
- 2004: Fala zbrodni – młody Uchalski (odc. 24)
- 2005: Biuro kryminalne – Sebastian Nowak (odc. 3)
- 2007: Tajemnica twierdzy szyfrów – oficer dyżurny
- 2007: Biuro kryminalne – wspólnik Kaczkowskiego (odc. 42)
- 2009: Świat według Kiepskich – głos rekina (odc. 321)
- 2011: Wygrany – chłop
- 2011: Licencja na wychowanie – prezes Megamaxtechu (odc. 100)
- 2011: Kontrigra – obsada aktorska
- 2011: Pierwsza miłość – Aspirant Pytlak
- 2013: M jak miłość – barman
- 2015: Pierwsza miłość – ksiądz udzielający ślubu Justynie i Adamowi Wysockiemu
- 2015: Pierwsza miłość – spiker radiowy
- 2015: Prawo Agaty – Roman Górny, sąsiad Zawiskiego (odc. 93)
- 2016: Komisja morderstw – SS-man w Gross-Rosen (odc. 6)
- od 2017: Lombard. Życie pod zastaw – narrator
- 2018: Plagi Breslau – przechodzeń
- 2019: Pierwsza miłość – developer Czesław
- 2019: W rytmie serca – Samuel (odc. 65)
- 2019: Klan – Ksawery
- 2019: Ślad – Wiktor Piasecki (odc. 75)
- od 2022: Dzielnica strachu – Tadek Potoczny
- 2022: Komisarz Alex – dyrektor więzienia (odc. 207)
- 2024: Uroczysko – Kawalski (odc. 45, 46)
- 2024–2025: Królowie – legat papieski Giuliano Cesarini

Źródło: Filmpolski.pl.

## Dubbing
- 2006: Kajko i Kokosz
- 2009: Włatcy móch: Ćmoki, czopki i mondzioły –
  - Klient,
  - Ochroniarz,
  - Wampir,
  - Magazynier II,
  - Antyterrorysta